# Liena Road
Die Liena Road ist eine Straße im Norden des australischen Bundesstaates Tasmanien. Sie ist die westliche Fortsetzung der Mole Creek Main Road (B12) und verbindet die Siedlung Liena am Mersey River mit Mole Creek.

## Verlauf
Die B12 heißt an der Abzweigung nach Mayberry und zum Mole-Creek-Karst-Nationalpark Liena Road. Wenige Kilometer westlich zweigt die Mersey Forest Road (C171) nach Süden ab, die die Ufer des Lake Rowallan, nördlich des Walls-of-Jerusalem-Nationalparks erschließt. Die Liena Road führt weiter nach Westen zur Ortschaft Liena am Mersey River.